# Urtak
Urtak ali Urtaku je bil od leta 675 pr. n. št. do 664 pr. n. št. kralj starodavnega Elamskega kraljestva. Njegova vladavina se je prekrivala z vladavinama asirskih kraljev Asarhadona (vladal 681–669 pr. n. št.) in Asurbanipala (vladal 668–627 pr. n. št.).
Pred Urtakom je vladal njegov brat Humban-Haltaš II., ki je uspešno napadel Asirijo in kmalu zatem umrl. Urtak je po prevzemu oblasti Asiriji vrnil idole, ki jih je njegov starejši brat zaplenil na svojem pohodu, in s tem popravil odnose med Elamom in Asirijo.
Leta 674 pr. n. št. je Urtak sklenil zavezništvo z asirskim kraljem  Asarhadonom in imel z njim prijateljske odnose do Asarhadonove smrti. Pod Asarhadonovim naslednikom Asurbanipalom so se odnosi poslabšali.
Med lakoto v Elamu je Asurbanipal sprejel v svoj imperij začasne begunce iz Elama  in samemu Elamu poslal pomoč v hrani. Ko je kriza minila, je Urtak združil svoje sile z aramejskimi Gambuli, okoli leta 665 pr. n. št. napadel Babilonijo in kmalu zatem umrl. Na elamskem prestolu ge je nasledil brat Tempti-Humban-Inšušinak, bolj znan kot Teuman, katerega je po zmagi v bitki pri Ulaju leta 653 pr. n. št. usmrtil Asurbanipal.